# 桜井雅夫
櫻井 雅夫（さくらい まさお、1935年 - ）は、日本の国際政治経済学者。
東京生まれ。慶應義塾大学法学部卒。1982年「国際経済法研究 国際投資を中心として」で慶大法学博士。アジア経済研究所、青山学院大学助教授、教授、慶應義塾大学総合政策学部教授。2001年定年退任、獨協大学教授。06年退職。
1983年『国際経済法の基本問題』で青山学院学術褒賞、『ASEANにおける貿易・投資自由化の法的枠組みの現状』で三井物産貿易奨励会賞大賞受賞。

## 著書
- 『ラテン・アメリカ経済研究事情』アジア経済研究所　1962　アジア経済研究シリーズ
- 『ブラジルにおける外国資本の法制度 対外利潤送金法を中心として』アジア経済研究所　1965　研究参考資料
- 『海外投資と法律』アジア経済研究所　1968　アジアを見る眼
- 『国際投資法の研究』アジア経済研究所　1968　アジア経済調査研究双書
- 『わが国の経済協力』アジア経済研究所　1972　アジアを見る眼
- 『国際経済法研究 海外投資を中心として』東洋経済新報社　1977
- 『危ない国の研究 カントリー・リスクにどう対応するか』東洋経済新報社　1980　東経選書
- 『カントリー・リスク 海外取引の危険にどう対処するか』1982　有斐閣選書
- 『国際経済法の基本問題』慶応通信　1983
- 『国際開発協力の仕組みと法』三省堂　1985
- 『国際投資法』有信堂高文社　1988
- 『投資摩擦 欧米での現状と回避策』東洋経済新報社　1988
- 『国際経済法 国際投資』成文堂　1992　現代法律学体系
- 『国際開発協力法』三省堂、1994
- 『レポート・論文の書き方 上級』慶應大学出版会　1998
- 『新国際投資法 投資と貿易の相互作用』有信堂高文社　2000
- 『国際関係法入門』有信堂高文社　2004

## 共編著
- 『地域協力と外国投資法』編著　アジア経済研究所 1969
- 『国際投資ガイドライン集』石田暁恵共編　アジア経済研究所 1976
- 『資源・一次産品関係資料集』石田暁恵共編　アジア経済研究所 1976
- 『わが国における国際経済協力関係法の調査研究状況』金沢良雄共編　アジア経済研究所　1977
- 『EUの法的課題』石川明共編　慶應義塾大学出版会　1999

## 翻訳
- OECD編『発展途上国への投資 発展途上国への外国民間投資の促進措置』熊谷弘共訳　アジア経済研究所　1971
- 『韓国の会社法』桜井敏浩共訳　アジア経済研究所 1973
- 『ブラジル外資法 ディスクロージャー制度』小池洋一共訳　たまいらぼ　1975　ブラジル法律全集
- 国際連合工業開発機関編『発展途上国における合弁契約書作成の手引』松枝迪夫,菊池武共訳　国際商事法研究所　1976
- 世界銀行投資紛争解決国際センター『外国投資の待遇のための法的枠組み』監訳　アジア経済研究所　1995

## 記念論集
- 『国際経済法と地域協力 櫻井雅夫先生古稀記念論集』石川明編集代表　信山社出版　2004

## 参考
- 国際関係法入門 - 紀伊國屋書店BookWeb